# 哈里·钱伯林
哈里·钱伯林（英語：Harry Chamberlin，1887年5月19日—1944年9月29日），美国男子马术运动员和陸軍準將。他曾代表美国参加1920年、1928年和1932年夏季奥林匹克运动会马术比赛，获得一枚金牌和一枚银牌。